# Ràdio Associació de Catalunya
Ràdio Associació de Catalunya (RAC) és una societat cooperativa catalana limitada fundada l'any 1924 que gestiona actualment, juntament amb l'empresa Radiocat XXI, les emissores amb les sigles RAC: l'emissora generalista RAC 1 i l'emissora musical RAC 105.

## El nom i la història

### Orígens
El nom de Ràdio Associació de Catalunya, Societat Cooperativa Limitada, és el resultat d'una llarga trajectòria amb una també llarga època d'inactivitat deguda a la Dictadura del General Franco. Però aquesta no va ser l'única dictadura que va haver de patir RAC.
El 1924, sota la dictadura de Primo de Rivera, un grup d'intel·lectuals i tècnics funden la Societat Civil Asociación Nacional de Radiodifusión. En aconseguir, el 12 de novembre del mateix any la llicència per a emissora d'ona normal, l'anomenen Ràdio Barcelona EAJ1. El 1929, després d'una pressió constant als seus membres, Ràdio Barcelona és absorbida per Unión Radio Madrid i passa a dir-se Unión Radio Barcelona.
El gener de 1930, la societat aconsegueix una nova llicència per a emissora d'ona normal i catalanitza el seu nom. Passa a dir-se Ràdio Associació de Catalunya i tria el terreny de la defensa de la catalanitat com a tret diferenciador.
El 15 d'abril de 1931 el govern de la República Catalana presidida per Francesc Macià signà un decret on s'autoritzava a emetre les 24 hores del dia una televisió impulsada per Ràdio Associació de Catalunya i el govern català. La inauguració de Ràdio Lleida (EAJ-42) s'escaigué al 12 de gener de 1934. Tenia els estudis al Carrer Major que donaven a Blondel i l'antena al castell de la Suda.
El desembre de 1934, la Societat Civil es transforma en Societat Cooperativa.

### Dictadura franquista
La Generalitat s'apropia les dues emissores barcelonines (Ràdio Barcelona i Ràdio Associació) i crea la Comissaria de Radiodifusió, que depèn del Departament de Cultura. Més endavant, la Generalitat deroga el decret d'apropiació anterior, intervé les emissores i crea la Direcció General de Radiodifusió, que depèn del Departament de Presidència. Uns canvis que tenen com a objectiu controlar les emissions i centralitzar i coordinar millor l'activitat que realitzen les diverses conselleries a la ràdio. De fet, la radiodifusió, en aquest període, es converteix en el cordó umbilical que manté comunicats els governants amb la població civil i els ciutadans entre si. La ràdio és el mitjà utilitzat per alertar la població del perill de bombardeig o per explicar les accions de govern.
La ràdio jugarà un paper molt important durant tota la Guerra Civil espanyola: com a aparell de comunicació insubstituïble entre zones incomunicades, com a element de propaganda política i de coordinació de l'activitat productiva, especialment al sector dels avituallaments, i com a eina cultural i lingüística. Una activitat cultural i lingüística que quedarà truncada amb l'entrada dels nacionals a Barcelona l'any 1939, ja que l'exèrcit guanyador ocuparà Ràdio Associació de Catalunya, l'única estació en funcionament. Serà el començament d'un llarg període de control, censura prèvia i d'absència del català a les ones.
Des d'aquest moment passa a dir-se Cooperativa Radio España, fins al 8 d'abril de 1941 que el règim franquista la liquida i la transforma en Radio España Barcelona.

### Democràcia actual
Un cop restablerta la democràcia, el 22 de maig de 1980 es constitueix novament la societat Ràdio Associació de Catalunya amb dues finalitats principals:
- Constituir una societat cooperativa que permetés sol·licitar a les autoritats del país una llicència en freqüència modulada per poder tornar a emetre.
- Tenir personalitat jurídica per poder intentar la recuperació del patrimoni espoliat el 1939.

#### Pacte de la RAC amb la Generalitat: Fundació deCatalunya RàdioiRAC 105
El 20 de juny d'aquest any, s'escull Consell Rector que nomena una comissió per realitzar els tràmits per obtenir la llicència. El 25 de gener de 1982, Teodor Garriga, custodi de la marca RAC i de moltes gravacions dels dirigents polítics catalans durant la guerra civil i la dictadura, cedeix mitjançant acta notarial l'explotació de la marca al president del Consell Rector de la RAC. El 23 de desembre de 1982, la societat cooperativa RAC obté, per l'acord del Consell Executiu de la Generalitat, la concessió d'emissora en ones mètriques i FM al terme municipal de Barcelona, amb una potència de 16.000 watts PAR i freqüència 105 MHz.
En acord del 24 de maig de 1983, el Consell Rector decideix cedir l'emissora a la Generalitat de Catalunya. Així, el 7 de juny, Lluís Prenafeta com a representant de la Generalitat i Teodor Garriga, Ignasi Ponti i Jaume Biosca com a representants de la RAC, signen la cessió de la llicència. El 1988, el Consell Executiu, prorroga 10 anys més l'explotació de l'emissora a la RAC.

#### Pacte de la RAC amb Radiocat XXI: Fundació deRAC 1i reformulació deRAC 105
El 17 d'octubre de 1998 s'acaba la concessió de la freqüència i la RAC vol sol·licitar una pròrroga per 10 anys més, però a la legislació vigent ja no es renoven automàticament les concessions, sinó que es cancel·len i les corresponents freqüències surten a concurs públic i d'àmbit exclusivament privat. En no tenir la RAC prou capacitat econòmica per dur a terme l'explotació de l'emissora i per tal d'assegurar la continuïtat de la concessió, en Assemblea del 28 de juliol de 1998, s'accepta l'oferta de col·laboració amb l'empresa Radiocat XXI. S'acorda que la RAC, com a titular de la concessió, cogestionarà l'explotació FM 105 conjuntament amb Radiocat XXI; el català serà l'idioma a emprar en les dues emissores que es crearan (la continuïtat de RAC 105 i una nova de tipus convencional, RAC 1). També s'incorporen dos delegats de la RAC al Consell d'Administració de Radiocat XXI.
La nova emissora passa a dir-se RAC 1 i s'inaugura el 2 de maig del 2000.
L'1 de juny del 2000 s'aprova el nou logotip per a la RAC dissenyat per Julià Mumbrú. L'any abans, el 1999, la RAC obté el Premi Nacional de Ràdio de la Generalitat de Catalunya dins el marc de la commemoració dels 75 anys de la ràdio i la Federació de Cooperatives de Serveis li atorga el premi a la Cooperativa més destacada. El setembre de 2000 se li concedeix la Creu de Sant Jordi de la Generalitat de Catalunya.